# Житомирский театр имени Ивана Кочерги
Житомирский театр имени Ивана Кочерги (укр. Житомирський театр імені Івана Кочерги) — академический украинский музыкально-драматический театр на пл. Соборной, 6 в городе Житомир.

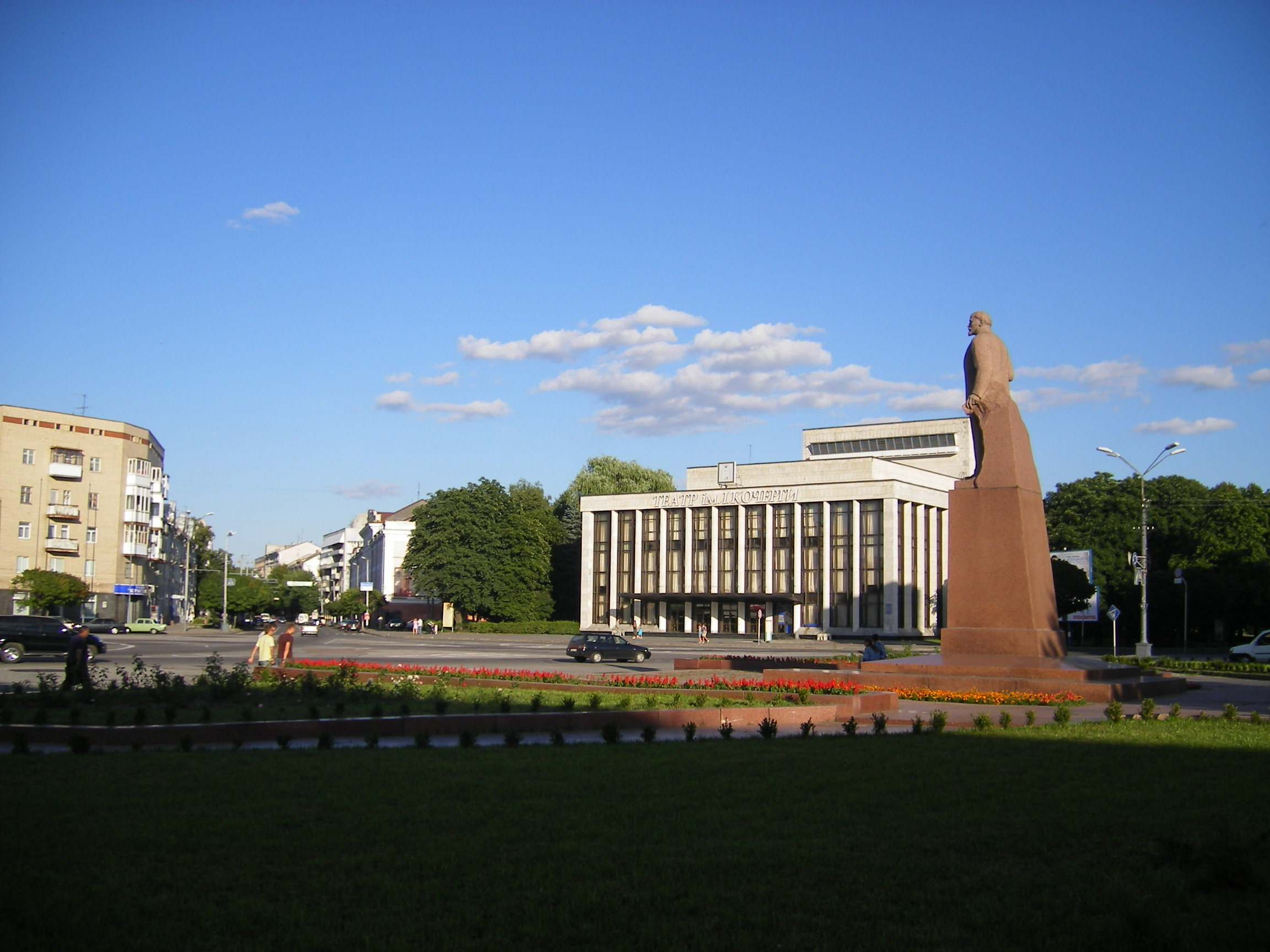
Житомирский театр имени Ивана Кочерги на Соборной площади

Носит имя украинского советского драматурга Ивана Кочерги

## История
Осенью 1920 года в Житомире был создан Независимый украинский театр, который позже стал Первым государственным драматическим театром им. Т. Шевченко. В 1929 году в Житомире работал Киевский областной театр им. КОСПС (Киевского областного совета профсоюзов), в 1933 году к нему присоединился творческий коллектив Первого Житомирского украинского театра. В 1934 году начал свою деятельность украинский музыкально-драматический театр, художественным руководителем которого до 1941 года был видный театральный деятель Владимир Магар (с 1937 — имени Н. Щорса).
Житомирский академический украинский музыкально-драматический театр основан и начал свою работу 8 января 1944 года и как извещала газета «Советская Житомирщина»: «Сегодня пьесой „Наталка Полтавка“ начинает свой театральный сезон городской театр». Это и был день рождения коллектива Житомирского театра имени Ивана Кочерги.
После войны до 1963 года в театре работал завлитом Борис Тен.
В 1959—1963 годах главным режиссёром был ученик Леся Курбаса Николай Станиславский, заслуженный деятель искусств УССР (1954).
В 1964—1966 годах главным режиссёром театра был заслуженный артист УССР Александр Горбенко.
В 1966 году значительным событием в истории театра стало строительство нового помещения с большим и малым зрительными залами, репетиционными и служебными помещениями (архитектор Б. Жежерин) на центральной площади Житомира, что стало значительным событием в культурной жизни города и истории театра и Житомира.
Театр носил название Житомирский украинский музыкально-драматический театр имени 50-летия Великой Октябрьской социалистической революции.
В 2012 году решением экспертной комиссии Минкультуры Украины Житомирскому театру присвоен статус «Академический».
В репертуаре театра	украинская и зарубежная классика, современная драматургия, драмы, трагедии, комедии, детские сказки, а также новаторские неординарные экспериментальные представления.
Результатом плодотворной творческой работы коллектива театра стали призовые места на Международных и Всеукраинских фестивалях.
Участвуя в IX Международном театральном фестивале «Классика сегодня» (г. Днепродзержинск), спектакль «Украденное счастье» в постановке режиссёра спектакля — заслуженного деятеля искусств Украины Наталии Тимошкиной награжден Гран-при.
В 2009 году — награда в номинации «За лучший актерский ансамбль» с спектаклем «Божьи твари» (режиссера Н. Тимошкина) на Международном фестивале «Данаприс» г. Запорожье, в 2010 году — награда «За лучшую режиссёрскую работу» (комедия) «Тень» Е. Шварца, режиссёра Н. Тимошкиной) на Международном фестивале театрального искусства «Данаприс-2010» г. Запорожье. Первое место со спектаклем в стиле комедия-шутка по произведению Н. Гоголя «Женитьба» (режиссер заслуженный артист Украины Петр Авраменко) на "Открытом региональном фестивале театрального искусства «В гостях у Гоголя» (1-7 апреля 2017 г.) г. Полтава.
В 2016 году Житомирский театр стал дипломантом VIII Открытом региональном фестивале театрального искусства «В гостях у Гоголя» со спектаклем «Украденное счастье».
В мае 2017 года — I место на Всеукраинском ежегодном Фестивале-конкурсе «ART-UKRAINE» — 2017 (г. Киев) спектакль «Украденное счастье» И.Франко.
В июне 2017 года на сцене Национального Академического Драматического театра имени Ивана Франко Житомирский театр со спектаклем «Украденное счастье» стал победителем среди театров Украины.
В 2018 году спектакль режиссёра П. Авраменко «Вий» стал фаворитом XX Международного театрального фестиваля «Мельпомена Таврии» в г. Херсон.